# Csikóstőttős megállóhely
Csikóstőttős megállóhely egy Tolna vármegyei vasúti megállóhely Csikóstőttős községben, a helyi önkormányzat üzemeltetésében. A község lakott területének nyugati szélén található, a vasút és a Bonyhád-Kaposszekcső közti 6534-es út keresztezésének déli oldalán; közúti megközelítését ez az út biztosítja.

## Vasútvonalak
A megállóhelyet az alábbi vasútvonalak érintik:
- Dombóvár–Bátaszék-vasútvonal

## Kapcsolódó állomások
A megállóhelyhez az alábbi állomások vannak a legközelebb:
- Dombóvár vasútállomás (Dombóvár–Bátaszék-vasútvonal)
- Mágocs-Alsómocsolád vasútállomás (Dombóvár–Bátaszék-vasútvonal)
- Dombóvár alsó vasútállomás

## Forgalom
| Járat        | Útvonal | Gyakoriság   |
| ------------ | --- | ------------ |
| személyvonat | Dombóvár – Csikóstőttős – Mágocs-Alsómocsolád – Szalatnak – Szászvár – Máza-Szászvár – Váralja – Nagymányok – Hidas-Bonyhád – Cikó – Mőcsény – Mórágy – Bátaszék – Alsónyék – Pörböly – Baja-Dunafürdő – Baja | Napi 5-6 pár |